# Virtue (альбом The Voidz)
| Совокупная оценка | Совокупная оценка |
| Источник          | Оценка            |
| ----------------- | ----------------- |
| Metacritic        | 68/100            |
| Оценки критиков   |                   |
| Источник          | Оценка            |
| DIY               | [ 5 ]             |
| NME               | [ 6 ]             |
| Pitchfork         | 6.9/10            |
| Rolling Stone     | [ 8 ]             |

Virtue — второй студийный альбом американской группы The Voidz, выпущенный 30 марта 2018 года лейблами Cult и RCA. Это первый альбом группы после сокращения их названия с «Julian Casablancas + The Voidz» на «The Voidz».

## Производство, продвижение и релиз
7 октября 2017 года The Voidz впервые сыграли песни Virtue во время секретного шоу (заявленного как «YouTube Comments», предполагаемая трибьют-группа Voidz) в Лос-Анджелесе, включая «Wink», «ALieNNatioN», «We’re Where We Were», «My Friend the Walls» и «Lazy Boy». Группа также сыграла «Wink» в бразильском ток-шоу The Noite во время турне по Южной Америке в том же месяце.
8 декабря 2017 года группа выпустила тизер-видео, снятый Уорреном Фу, анонсировав альбом, упрощение названия до The Voidz, а также подписание контракта с RCA. В видео представлены отрывки из песен «Pointlessness» и «Pyramid of Bones», а также песня Лес Пола и Мэри Форд «The World Is Waiting for the Sunrise». 
Первый сингл альбома «Leave It in My Dreams» был выпущен 23 января 2018 года, а на следующий день последовал второй сингл «QYURRYUS». «Pointlessness», «All Wordz Are Made Up» и «ALieNNatioN» были выпущены соответственно в виде следующих синглов, а видеоклип на «Pyramid of Bones» был выпущен 29 марта 2018 года.
На обложке альбома изображена картина 2015 года аргентинско-испанского художника Фелипе Пантоне.
Трек «Think Before You Drink» представляет собой акустический кавер и переработку диско-песни 1978 года музыканта Майкла Кессиди. Группа вдохновилась кавером на песню в исполнении Хансадутты Свами.

## Трек-лист
Слова и музыка всех песен — написаны The Voidz, кроме отмеченных.
| №                   | Название                                                      | Длительность |
| ------------------- | ------------------------------------------------------------- | ------------ |
| 1.                  | «Leave It in My Dreams»                                       | 3:59         |
| 2.                  | «QYURRYUS»                                                    | 2:52         |
| 3.                  | «Pyramid of Bones»                                            | 4:28         |
| 4.                  | «Permanent High School»                                       | 4:13         |
| 5.                  | «ALieNNatioN»                                                 | 4:39         |
| 6.                  | «One of the Ones»                                             | 2:38         |
| 7.                  | «All Wordz Are Made Up» (оутро-бридж написал Джон Панкоаст)   | 3:19         |
| 8.                  | «Think Before You Drink» (Джеффри Армстронг, Михаэль Кассиди) | 2:46         |
| 9.                  | «Wink»                                                        | 4:00         |
| 10.                 | «My Friend the Walls»                                         | 4:03         |
| 11.                 | «Pink Ocean»                                                  | 5:26         |
| 12.                 | «Black Hole»                                                  | 3:15         |
| 13.                 | «Lazy Boy»                                                    | 3:30         |
| 14.                 | «We're Where We Were»                                         | 3:46         |
| 15.                 | «Pointlessness»                                               | 5:15         |
| Общая длительность: | Общая длительность:                                           | 58:09        |

| №                   | Название            | Длительность |
| ------------------- | ------------------- | ------------ |
| 16.                 | «Coul as a Ghoul»   | 2:41         |
| Общая длительность: | Общая длительность: | 60:57        |

## Чарты
| Чарт (2018)                          | Высшая позиция |
| ------------------------------------ | -------------- |
| New Zealand Heatseeker Albums (RMNZ) | 9              |
| US Billboard 200                     | 151            |
| US Billboard Alternative Albums      | 8              |
| US Billboard Rock Albums             | 23             |